# あたしのエイリアンシリーズ
『あたしのエイリアン』は、津原やすみによる日本のライトノベル。イラストは新井葉月が担当している。講談社X文庫ティーンズハート（講談社）より1989年5月から1994年4月まで刊行された。その後、スピンオフ作品である『あたしのエイリアンEX』が同レーベルより1995年2月から1996年7月まで刊行された。本作はライターとして在籍していた編集プロダクション村松企画への依頼に応じて執筆されたものである。

## 主な登場人物
百武千晶（ひゃくたけちあき）
『エイリアン』シリーズの大半において主人公であり語り手。物語の開始時点において黄島高校1年生。後に進級、卒業し、終盤では浪人生となる。
ごく平凡な少女であったが、宇宙人との遭遇を機に数々のトラブルに巻き込まれるようになる。
デュディディデデデデュデュディデダ／百武星男（ひゃくたけほしお）／ホシオ
『エイリアン』シリーズの副主人公。シリーズの一部において語り手。
惑星シジジシジシシュ出身の宇宙人。超能力を持つ。
職務で地球に飛来し、便宜のため、最初に出会った地球人である百武千晶の周囲の人々の記憶を操作し居候に至る。環境の変化のため思いがけず超能力の大半を失って故郷に帰れなくなり、職務完了後も百武千晶のイトコである同級生として地球で暮らし続けることになる。
本来の姿はオレンジ色の髪に緑の目。美形かつ優柔不断な性格で女性に好かれやすい。
坂本真希（さかもとまき）／マキ
百武千晶の同級生であり親友。少女趣味の権化。科白は丸文字フォントで表記される。
岡村五月（おかむらさつき）／ゴガツ
百武千晶の同級生であり喧嘩相手。ホシオに横恋慕している。
シリーズの一部において語り手。
田中由香（たなかゆか）
百武千晶の同級生であり親友。探偵を志す情報通。
ジョジョジョジュジジジジジュジージョ／ジョナサン
ホシオと同郷の宇宙人であり、同じく超能力を失って地球に住み着いている。地球で生き抜く術に長けており、ホシオらに助力する。
真っ赤なモヒカンに緑の目の青年。
リュリリルリリュライア／小泉今日子
ホシオと同郷の宇宙人であるが、その記憶を失っている。在郷時はホシオの恋人であった美女。記憶を失った後もホシオに横恋慕している。
赤羽根菊子（あかばねきくこ）
百武千晶の志望する橙林学院大学の高等部生徒。勝気な美少女。ホシオに横恋慕している。
シリーズの一部において語り手。
川野和流（かわのせせらぎ）／せせらぎ
『EX』シリーズの主人公であり語り手。黄島高校1年生。両親の離婚のため、物語の開始時点において独り暮らし。
百武千晶の1年後輩。
デデデデュデュデュデデュデディ／望月玄之丞（もちづきげんのじょう）
『EX』シリーズの副主人公。期せずして200年の時を遡り、せせらぎの暮らす部屋に突然出現する。
百武千晶とホシオの子孫であるため、宇宙人の血を引く。20歳。
早見裕次郎（はやみゆうじろう）
せせらぎの同級生。同性愛者。望月玄之丞に横恋慕しながらもせせらぎに肩入れし、折々に力になる。

## 既刊一覧
- 津原やすみ（著）・新井葉月（イラスト） 『あたしのエイリアン』 講談社〈講談社X文庫ティーンズハート〉、全18巻
  1. 「星からきたボーイフレンド」1989年5月発行、ISBN 4-06-190372-1
  2. 「地球に落ちてきたイトコ」1989年6月発行、ISBN 4-06-190316-0
  3. 「ボクの理科室へおいで」1989年10月発行、ISBN 4-06-190372-1
  4. 「夢の中のダンス」1990年1月発行、ISBN 4-06-190410-8
  5. 「パーフェクト・キッス」1990年3月発行、ISBN 4-06-190438-8
  6. 「恋のペーパーチェイス」1990年5月発行、ISBN 4-06-190462-0
  7. 「おぼつき海岸の流れ星伝説」1990年8月発行、ISBN 4-06-190508-2
  8. 「初恋のリフレイン」1990年10月発行、ISBN 4-06-190530-9
  9. 「身勝手なヒロイン」1991年1月発行、ISBN 4-06-190582-1
  10. 「ふたりと美少年とエトセトラ」1991年4月発行、ISBN 4-06-198522-1
  11. 「五月物語」1991年7月発行、ISBN 4-06-198556-6
  12. 「五月日記」1991年10月発行、ISBN 4-06-198581-7
  13. 「悲しみがいっぱい」1992年8月発行、ISBN 4-06-198686-4
  14. 「アイドル誘拐プラン〈上巻〉」1992年12月発行、ISBN 4-06-198712-7
  15. 「アイドル誘拐プラン〈下巻〉」1993年1月発行、ISBN 4-06-198731-3
  16. 「恋愛国の恋愛姫」1993年6月発行、ISBN 4-06-198774-7
  17. 「抱きしめてエンジェル」1993年11月発行、ISBN 4-06-199218-X
  18. 「素顔にKISSして」1994年4月発行、ISBN 4-06-199251-1
- 津原やすみ（著）・新井葉月（イラスト） 『あたしのエイリアンEX』 講談社〈講談社X文庫ティーンズハート〉、全4巻
  1. 「ポケットに星をつめて」1995年2月発行、ISBN 4-06-199356-9
  2. 「ユニコーンがいた朝」1995年7月発行、ISBN 4-06-199397-6
  3. 「ふたりだけのウェディング」1995年11月発行、ISBN 4-06-199431-X
  4. 「エトランゼに花束」1996年7月発行、ISBN 4-06-199488-3